# 우룸어
우룸어는 조지아와 우크라이나 동남부의 몇몇 그리스인 거주 마을에서 사용되는 튀르크어족 언어다. 크림 타타르어의 방언으로 간주되기도 한다. 우룸인 사회에서는 지난 몇 세대동안 아이들에게 우룸어 보다는 그 지역에서 더 흔히 사용되는 언어를 가르쳤고, 이는 새로운 화자 수 감소로 이어졌다.

## 명칭과 어원
'우룸'이라는 표현은 이슬람권에서 동로마 제국을 일컫던 표현 룸 (지명)에서 유래하였다. 오스만 제국에서는 '룸'이라는 표현을 제국 내 비무슬림을 가리키는 용어로 사용했다. 많은 튀르크어 사용 그리스인을 '우룸인'이라 호칭하였기 때문에 우룸이라는 표현을 사용하는 것은 몇몇 혼동을 초래하기도 한다. 조지아의 튀르크어 사용 공동체는 우크라이나의 다른 공동체와 혼동되기도 한다.

## 언어 계통
우룸어는 튀르크어족 언어로 킵차크어파에 속한다. 글로톨로그에 따르면 우룸어는 킵차크-쿠만어군(서킵차크어군)에 속하며 크림 타타르어, 크림차크어와 함께 크림어파를 형성한다.

## 음운

### 모음
|           | 전설 모음 | 전설 모음 | 후설 모음 | 후설 모음 |
| 평순 모음 | 원순 모음 | 평순 모음 | 원순 모음 |           |
| --------- | --------- | --------- | --------- | --------- |
| 고모음    | i         | ü /y/     | ı /ɯ/     | u         |
| 중고모음  | e         |           |           | o         |
| 근저모음  | ä /æ/     | ö /œ/     |           |           |
| 저모음    |           |           | a         |           |

### 자음
|        |            | 양순음 | 치음 | 치경음 | 후치경음 | 경구개음 | 연구개음 | 성문음 |
| ------ | ---------- | ------ | ---- | ------ | -------- | -------- | -------- | ------ |
| 비음   | 비음       | m      |      | n      |          | ɲ ⟨nʼ⟩   | ŋ        |        |
| 파열음 | 무성음     | p      |      | t      |          | c ⟨tʼ⟩   | k        |        |
| 파열음 | 유성음     | b      |      | d      |          | ɟ ⟨dʼ⟩   | g        |        |
| 파찰음 | 무성음     |        |      | (ts)   | tʃ ⟨č⟩   |          |          |        |
| 파찰음 | 유성음     |        |      |        | dʒ ⟨ǰ⟩   |          |          |        |
| 마찰음 | 무성음     | f      | (θ}  | s      | ʃ ⟨š⟩    |          | x ⟨h⟩    | h      |
| 마찰음 | 유성음     | v      | (ð)  | z      | ʒ ⟨ž⟩    |          | ɣ ⟨ğ⟩    |        |
| 접근음 | 접근음     | (w)    |      |        |          | j        |          |        |
| 설측음 | 접근음     |        |      | l      |          |          |          |        |
| 설측음 | 연구개음화 |        |      | ɫ      |          |          |          |        |
| 탄음   | 탄음       |        |      | ɾ      |          | ɾʲ ⟨rʼ⟩  |          |        |

/θ, ð/는 주로 그리스어에서 차용한 단어에서 나타난다. [w]는 모음 뒤 /v/의 변이음으로 나타난다.

## 표기 문자
우룸어를 그리스 문자로 표기한 몇몇 필사본이 남아있다. 1927년부터 1937년까지는 우룸어는 라틴 문자를 토대로 한 양알리프로 표기되었으며, 이는 학교 교육 과정에서 사용되었고 적어도 하나의 독본이 이 문자를 토대로 출판되었다. 1937년 이후로 우룸어 문어는 맥이 끊겼다. 언어학자 알렉산드르 가르카베츠는 다음과 같은 우룸어 표기 문자를 사용하였다.
| А а   | Б б | В в   | Г г   | Ғ ғ | Д д | (Δ δ) | Д′ д′ |
| (Ђ ђ) | Е е | Ж ж   | Җ җ   | З з | И и | Й й   | К к   |
| Л л   | М м | Н н   | Ң ң   | О о | Ӧ ӧ | П п   | Р р   |
| С с   | Т т | Т′ т′ | (Ћ ћ) | У у | Ӱ ӱ | Υ υ   | Ф ф   |
| Х х   | Һ һ | Ц ц   | Ч ч   | Ш ш | Щ щ | Ъ ъ   | Ы ы   |
| Ь ь   | Э э | Ю ю   | Я я   | Ѳ ѳ |     |       |       |

2008년 키이우에서 출판된 우룸어 독본에서는 다음과 같은 표기 문자를 제안하였다.
| А а | Б б | В в | Г г | Ґ ґ | Д д | Д' д' | Дж дж |
| Е е | З з | И и | Й й | К к | Л л | М м   | Н н   |
| О о | Ӧ ӧ | П п | Р р | С с | Т т | Т' т' | У у   |
| Ӱ ӱ | Ф ф | Х х | Ч ч | Ш ш | Ы ы | Э э   |       |

## 출판물
우룸어 출판물 수는 매우 적다. 매우 적은 수의 어휘 목록과, 우룸어에 대한 서술만이 존재한다.
캅카스의 찰카 우룸어의 경우, 사전, 문법적으로 적절한 구(句)와 절(節), 코퍼스를 모으는 언어 기록 프로젝트가 있다. 이 프로젝트 웹사이트는 우룸어와 역사를 알리고 있다.